# Théorie conspirationniste du Pizzagate

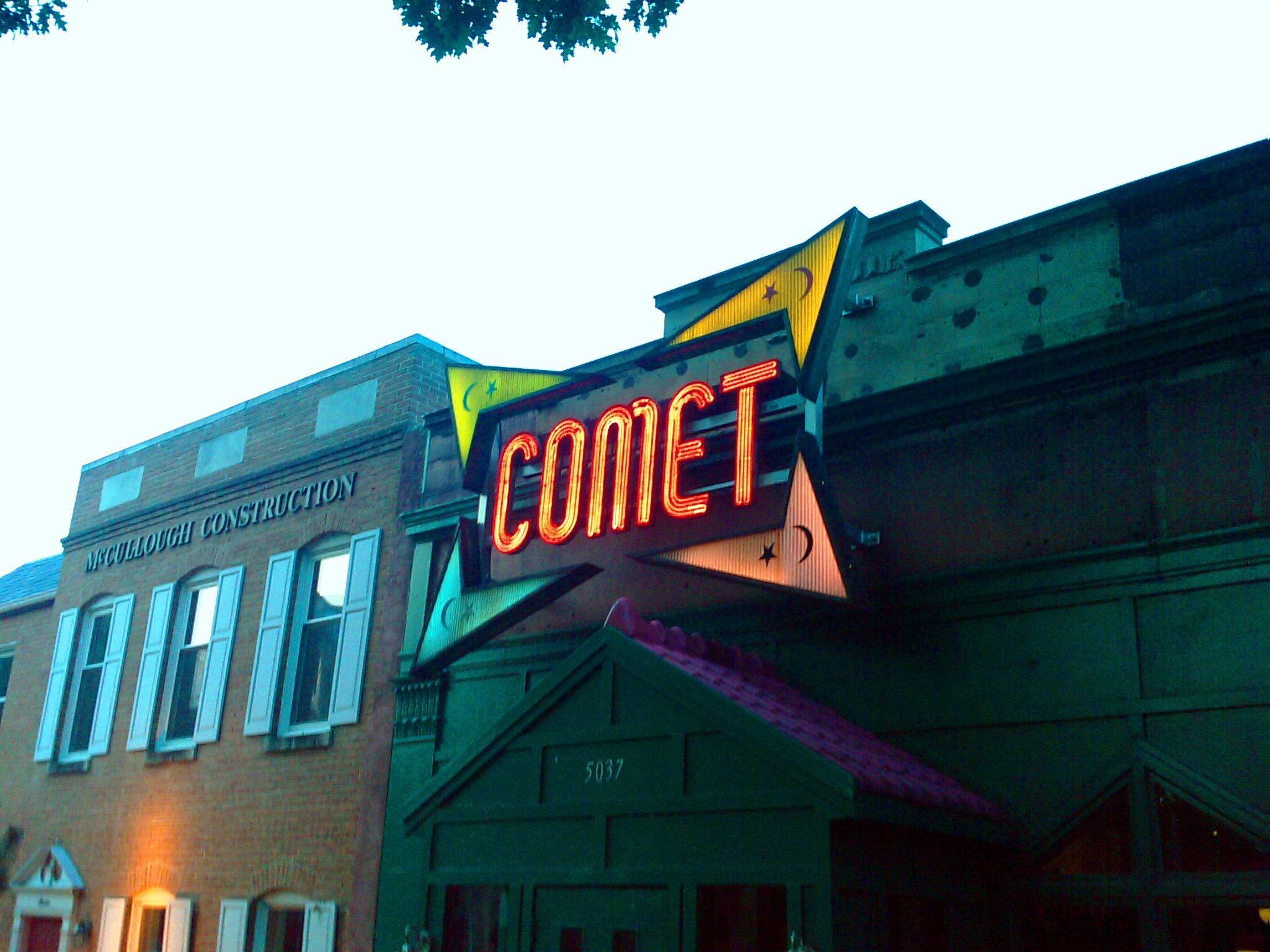
La pizzeria Comet Ping Pong, lieu clé de la théorie, à Washington, D.C..

La théorie conspirationniste du Pizzagate est une théorie conspirationniste prétendant qu'il existe un réseau de pédophilie autour de John Podesta, l'ancien directeur de campagne d'Hillary Clinton, par le biais de diverses interprétations et constructions, notamment en rapport avec une pizzeria et des courriels privés divulgués par WikiLeaks.
Cette théorie du complot a émergé sur Internet en novembre 2016, particulièrement sur les sites 4chan, Reddit et Twitter par des membres de l'alt-right, des journalistes conservateurs, et d'autres qui voulaient poursuivre Hillary Clinton en justice pour l'affaire des courriels. En réaction, un homme de Caroline du Nord a voyagé jusqu'au Comet Ping Pong pour enquêter sur la conspiration et a tiré au fusil d'assaut à l'intérieur du restaurant. Le propriétaire du restaurant et les employés ont reçu des menaces de mort venant de conspirationnistes.
Cette théorie a rapidement été réfutée par les services de police, et les médias américains,,. Ces derniers ont par ailleurs souligné la rapidité et l’emprise que peuvent avoir des constructions collectives comme le Pizzagate sur le rapport qu’entretiennent les individus avec les faits et la vérité,,,,.

## Genèse de la théorie
Les origines de la théorie sur Internet sont difficiles à déterminer. Une première publication sur Facebook aurait été faite le 29 octobre 2016, un jour après l'annonce par le directeur du FBI James Comey de la réouverture de l'enquête sur l'utilisation d'un serveur de courriels privé par Hillary Clinton lors de son mandat de secrétaire d'État des États-Unis. Des données du serveur avaient été retrouvées sur des appareils électroniques appartenant au politicien Anthony Weiner (ex-mari de l'assistante personnelle d'Hillary Clinton Huma Abedin), lors de l'enquête sur les messages à caractère sexuel qu'il avait envoyés à une fille de 15 ans,. Sur Facebook, la publication, d'un compte au nom de Carmen Katz, explique que sa « source » dans la police new-yorkaise a trouvé des courriels détaillant des voyages faits par Weiner, Bill Clinton et Hillary Clinton à bord du « Lolita Express », l'avion de leur « ami milliardaire pédophile », en référence à Jeffrey Epstein. Elle affirme également qu'Hillary Clinton a une « prédilection bien documentée » pour les filles mineures, et qu'il s'agit « d'un réseau international d'esclavagisme et d'abus sexuel d'enfants ». 
Des messages qui semblent précurseurs sont retrouvés sur Internet, notamment sur 4chan où un compte du nom de FBIAnon prétendant être « analyste et stratège de haut niveau » au FBI affirme en juillet 2016 que Bill et Hillary Clinton sont pédophiles, et que Hillary a des relations avec de jeunes filles enlevées. Plus tôt dans la journée du 29 octobre 2016, un message faisant un lien entre les courriels d'Hillary Clinton et l'affaire Weiner avait été publié sur un forum anonyme se décrivant comme un site d'expression libre pour les policiers new-yorkais, avant d'être partagé sur Facebook, puis sur Twitter par un compte dénommé « Eagle Wings » et suivi notamment par l'ancien assistant de Donald Trump Sebastian Gorka (en) et le conseiller à la sécurité nationale de Trump Michael Flynn. Selon un expert en propagande informatisée, ce compte est sans aucun doute un bot qui opère au sein d'un réseau centralisé, au vu du nombre de publications et du nombre d'abonnés, très élevés. La publication Facebook de Carmen Katz est ainsi partagée par un compte Twitter au nom de David Goldberg, selon lequel la rumeur correspondrait à ce que disent ses « potes » au sein de la police new-yorkaise,,. Ce compte, apparu en juillet 2016 autour de la période de la Convention nationale républicaine (en) et publiant des messages politiquement clivants, ne semble également pas authentique, mais il est très difficile de déterminer par qui il a été créé. La rumeur est ensuite propagée sur divers sites comme TruePundit, qui citent une nouvelle source anonyme dans la police new-yorkaise, publication reprise ensuite ailleurs, y compris par le compte David Goldberg sur Twitter,.
Le 3 novembre 2016, plusieurs messages tirés de courriels de John Podesta, publiés par WikiLeaks, sont partagés sur le forum en ligne 4chan. Les messages, qui ont pour objet l’organisation d’une levée de fonds pour financer la campagne de Hillary Clinton, sont adressés à James Alefantis (en), présenté en 2012 par le magazine GQ comme l'une des 50 personnes les plus influentes de Washington, gérant de la pizzeria Comet Ping Pong (en), un restaurant kid-friendly et ex-compagnon de David Brock (en), journaliste pro-Clinton et fondateur de l'observatoire des médias classé à gauche Media Matters for America.
Le 7 novembre 2016, le mot-dièse #Pizzagate apparaît sur Twitter.

## Éléments cités en soutien de la théorie

### Courriels de John Podesta

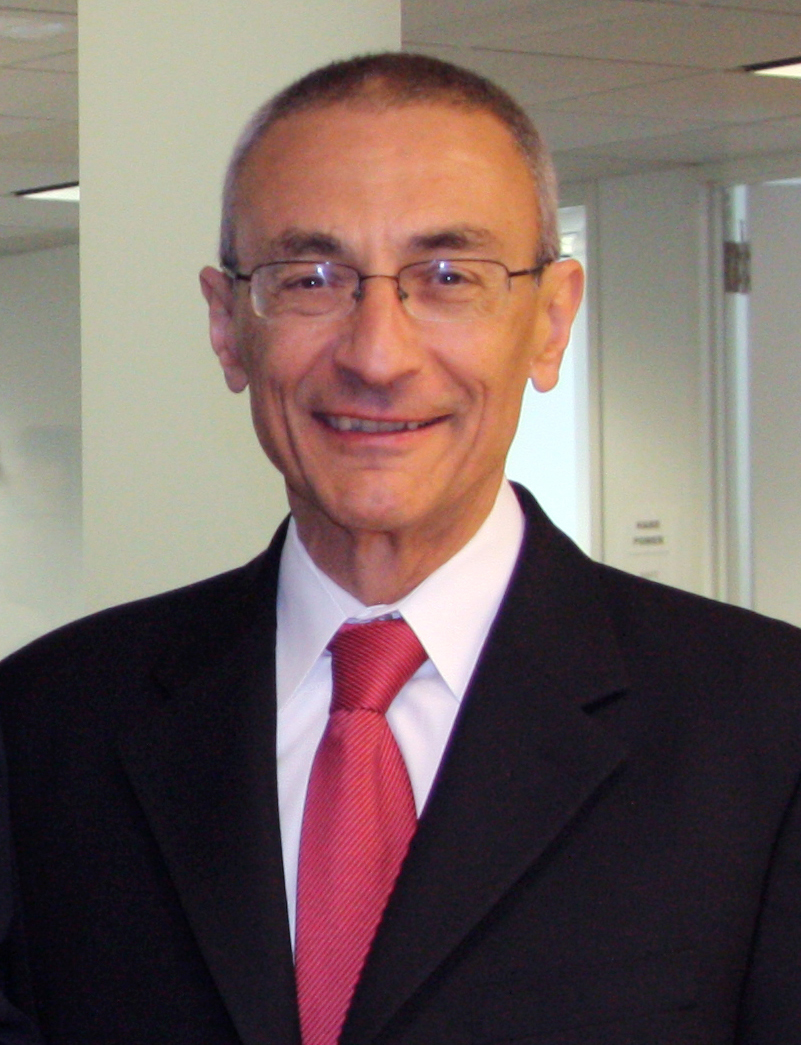
John Podesta.
L'interprétation de ses courriels a conduit les partisans de la théorie à voir un code secret qui cacherait un réseau pédophile dans les hautes sphères américaines.

Dans sa correspondance diffusée par Wikileaks, John Podesta mentionne plusieurs fois les mots « pizzas », « fromages » et « pâtes ». 
Un 4channer pro-Trump lit les nombreux messages et pense déchiffrer un code utilisé pour communiquer en toute discrétion. Cheese Pizza, dont l'acronyme est CP, serait utilisé pour parler de Child Pornography. Pizza désignerait une fille, domino pour domination, cheese signifierait petite fille, hot dog pour garçon, pasta pour petit garçon[réf. souhaitée], glace veut dire gigolo et sauce pour orgie.

### Autres éléments cités et accusations de pédophilie
Cela fait des années que les Clinton sont accusés d'être mêlés à un trafic d'enfants, car Bill Clinton a fréquenté dans les années 2000 Jeffrey Epstein, un banquier milliardaire condamné dans une affaire de prostitution impliquant une mineure de 14 ans,. Les tenants de la théorie mettent également en avant les relations extra-conjugales reconnues par Bill Clinton et les multiples accusations d'agression sexuelle qui le visent et qu'il nie en bloc. 
Le 4 novembre 2016, Alex Jones déclare « quand je pense à tous les enfants qu'Hillary Clinton a personnellement assassinés et hachés et violés, je n'ai aucune crainte de m'élever contre elle ». Il indique toutefois dans la phrase suivante qu'il ne fait pas référence à l'affaire, mais aux « chrétiens morts avec son opération en Syrie, avec son opération en Libye »,. Le 24 mars 2017, il présente ses excuses pour avoir compromis son site dans la diffusion de la rumeur et précise que « ni M. Alefantis, ni son restaurant Comet Ping Pong, n'ont été impliqués dans un quelconque trafic de personnes, comme le prétendaient certaines théories sur le Pizzagate ».
Des internautes découvrent dans un article du magazine Washington Life que Tony Podesta, le frère de John Podesta, est un amateur des œuvres de la peintre serbe Biljana Djurdjevic, dont un des thèmes est les enfants dans des situations scabreuses. Le 8 novembre 2016, jour de l'élection présidentielle américaine, Brittany Pettibone (en), auteure de romans de science-fiction tweete les dessins de Biljana Djurdjevic avec comme légende « un regard à l'intérieur de la maison de l'ami de Hillary Clinton Tony Podesta ».
Le 27 novembre 2016, un internaute redécouvre un tweet datant de 2011 du journaliste et fondateur du média Breitbart News, Andrew Breitbart, où il s'interrogeait déjà sur les liens entre John Podesta et des réseaux pédophiles : « Je ne comprends pas comment Podesta n'est pas vu comme étant un défendeur de premier ordre qui couvre une opération d'esclaves sexuels mineurs. », Cet élément pousse des internautes à se demander si Andrew Breitbart, mort le 1er mars 2012 à 43 ans d'un arrêt cardiaque à Los Angeles, a été assassiné pour avoir fait ces révélations. En effet, sa mort avait déjà suscité des théories de la conspiration en 2012, théories qui visaient notamment le président des États-Unis Barack Obama, et qui avaient été relancées après la révélation de la mort d'un technicien de la police scientifique de Los Angeles dans un possible empoisonnement à l'arsenic quelques semaines plus tard. Cette révélation avait été décrite comme liée à la mort d'Andrew Breitbart parce qu'ayant eu lieu le même jour que la publication du rapport d'autopsie de ce dernier. Ce lien avait été réfuté, le technicien décédé ne s'étant pas occupé de l'autopsie d'Andrew Breitbart selon les autorités de Los Angeles, qui affirment que cette autopsie a uniquement employé des médecins et qu'une mort de causes non naturelles n'a jamais été suspectée. 
Le fait que James Alefantis ait posté sur Instagram l'image d'un homme avec un t-shirt « J'aime L'Enfant »,, ou encore l'affiche d'un concert qui s'est déroulé dans la pizzeria, considérée comme évoquant des scènes de pédophilie, constituent pour certaines communautés de Reddit et 4chan une preuve suffisante à l'appui de cette théorie du complot.
La carte des menus de Comet Pizza est illustrée avec deux raquettes de ping-pong qui rappelleraient un papillon, un symbole qui serait utilisé internationalement par les réseaux pédophiles.
Puis, des internautes voient un lien entre le portrait-robot des suspects de la disparition de Madeleine McCann avec John Podesta et son frère.

## Conséquences

### Enquête et réactions
John Podesta n'a fait aucun commentaire sur cette histoire.
Cette théorie a été rapidement sujette à la démystification de journalistes du New York Times, de Fox News, ou encore des services de police du District de Columbia, ces derniers la qualifiant de « fictive »,, sans toutefois parvenir à mettre un terme à la propagation de ces fausses informations.

### Internationalisation de l'affaire
Le 20 novembre 2016, l'activiste lié à l'extrême droite Mike Cernovich (en), tweete un article du New York Times (supprimé depuis) sur un réseau pédophile en Norvège impliquant au moins 51 personnes, dont des politiciens et un enseignant et qui a été démantelé après un tuyau du FBI avec le commentaire « Pizzagate partout dans le monde ». 
En Turquie, les accusations ont été reprises par les réseaux sociaux et les médias, tels que Sabah, Haber, Yeni Şafak, Akşam et Star. Un chroniqueur du site The Daily Dot suggère que les autorités gouvernementales ont poussé cette histoire, après un récent scandale de violence sexuelle à l'égard des enfants, afin de détourner l'attention de la législation controversée sur le mariage des enfants.

### Menaces et fusillade
Après l'élection début novembre 2016, la controverse se poursuit. Des tenants de la théorie se rendent à la pizzeria, interrogeant James Alefantis en retransmettant leurs visites en direct sur Facebook. La pizzeria Comet Ping Pong et ses employés sont également la cible de nombreuses menaces.
Le 4 décembre 2016, Edgar Maddison Welch entre dans la pizzeria muni d'un fusil d'assaut AR-15, menace un employé avant de faire feu dans l'établissement. Après son arrestation, Edgar Maddison Welch explique aux policiers « avoir fait le déplacement de Caroline du Nord pour « enquêter lui-même » et sauver des « enfants esclaves sexuels » qui se trouvaient dans l’établissement. Or il n’a trouvé « aucune preuve » et il s’est rendu sans résister. Les partisans du Pizzagate pensent qu'Edgar Maddison Welch ne serait qu'un acteur payé pour agir de la sorte et clore cette histoire. Le 8 décembre 2016, il n'admet pas que ce qu'il avait lu en ligne était faux, mais il reconnaît seulement qu'il n'y avait pas d'enfants « à l'intérieur de ce bâtiment ». Le 22 juin 2017, il est condamné à quatre années de prison.
L'incident n'empêche pas la rumeur de continuer à se répandre et à prendre de l'ampleur. Ainsi Michael G. Flynn (en), le fils du conseiller à la sécurité nationale nommé par Donald Trump, Michael T. Flynn, tweete après la fusillade : 

« Jusqu’à ce que le pizzagate soit prouvé faux, ça reste une info. La gauche semble oublier les mails de Podesta et les nombreuses "coïncidences" qui s’y trouvent. »

Cette nouvelle sortie lui vaut d'être exclu de l'équipe de Trump chargée d'assurer la transition du pouvoir.
D'autres restaurants à proximité de la pizzeria sont la cible de menaces et d'une altercation.

### Affaire similaire en France
En août 2020, la pizzeria Pizza Girl Paris, située dans le VIe arrondissement de Paris, devient le sujet d'une affaire similaire : des comptes anonymes semblant émaner de la fachosphère laissent plusieurs commentaires sur les réseaux sociaux laissant entendre que les noms des pizzas serviraient de noms de code pour un réseau pédophile ; le fondateur et propriétaire s'en défend, expliquant que la carte, aux noms de femmes, date de la création de la franchise en 1992 et les noms ont été trouvées avec une agence de communication,.

## Analyse
Selon plusieurs journalistes, l'arrestation d'Edgar Maddison Welch en décembre 2016 à la suite de son irruption armée dans la pizzeria visée par la théorie marque le point culminant d'une campagne de fausses nouvelles qui a dominé l'élection présidentielle américaine de 2016. Les médias américains soulignent la rapidité et l’emprise que peuvent avoir des constructions collectives comme le Pizzagate sur le rapport qu’entretiennent les individus avec les faits et la vérité,,,,.
De nombreux médias occidentaux ont souligné la rapidité avec laquelle cette théorie, pourtant déjà dénoncée par des enquêtes journalistiques multiples, a su se développer sur les réseaux sociaux, et l’emprise que peuvent avoir des constructions collectives comme le Pizzagate sur le rapport aux faits, faisant le lien avec le concept d'ère post-vérité dans le contexte de l'élection de Donald Trump. Certains estiment d'ailleurs que cette affaire appartient désormais aux légendes urbaines,.
Bien que la théorie ait été largement partagée par des membres de l'extrême droite qui soutenaient Donald Trump et se méfiaient d'Hillary Clinton, des personnes avec d'autres convictions politiques s'y sont intéressées, comme l'auteur d'un blogue populaire sur le sujet qui affirmait soutenir Bernie Sanders et avoir voté pour un tiers parti lors de l'élection présidentielle.
En décembre 2016, Ben Swann, journaliste pour la filiale de CBS à Atlanta, lors d'un «reality check» assure que le pizzagate est une réalité. 
L'affaire Epstein, du nom du financier américain arrêté en 2019 pour trafic de mineurs et accusé lui-même de pédophilie, est vue comme stimulant l'apparition et la propagation de théories du complot sur la corruption des élites telles que Pizzagate et QAnon,,,. Les tenants de la théorie du Pizzagate ne manquent d'ailleurs pas de mettre en avant le lien entre Jeffrey Epstein et Bill Clinton, à partir duquel il leur serait aisé de faire un lien avec la pizzeria Comet Ping Pong.
En juin 2020, le documentaire After Truth: Disinformation and the Cost of Fake News (« Après la vérité : Désinformation et coût des fausses nouvelles ») se penche sur les effets des campagnes de désinformation sur les réseaux sociaux et sur l'impact des théories de la conspiration connues comme Pizzagate.

## Dans la culture
La fusillade à la pizzeria Comet Ping Pong inspire le film satirique Duncan (d), sorti en août 2020,.
Dans la quatrième saison de la série The Boys, un individu armé débarque dans une pizzeria pour libérer des enfants